# Овърлорд
 Тази статия е за филма.  За военната кампания вижте Операция „Овърлорд“.  
„Овърлорд“ (на английски: Overlord) е американски исторически екшън филм на ужасите от 2018 г. на режисьора Джулиъс Ейвъри, по сценарий на Били Рей и Марк Л. Смит. Във филма участват Джован Адепо, Уайът Ръсел, Матилде Оливие, Джон Магаро, Джиани Тауфър, Пилоу Асбек, Букем Удбайн и Иън де Каестекер. Филмът е продуциран от Джей Джей Ейбрамс чрез етикета му „Бад Робот Продъкшънс“ и Линдзи Уебър.
Филмът е пуснат в Съединените щати на 9 ноември 2018 г. от „Парамаунт Пикчърс“.